# Goyocephalia
De Goyocephalia zijn een groep dinosauriërs behorend tot de klade Pachycephalosauria.
De naam werd eerst genoemd door Paul Sereno in 1986, zonder definitie, als aanduiding voor een klade waarvan Wannanosaurus de zustergroep is.
In 2004 kwam de eerste formele definitie door Maryánska: de groep bestaande uit de laatste gemeenschappelijke voorouder van Goyocephale en Pachycephalosaurus en al zijn afstammelingen. De verdere afstammelingen werden daarbij opgesomd als Homalocephale, Ornatotholus, Stygimoloch, Stegoceras, Tylocephale en Prenocephale. Sereno beschouwt de term tegenwoordig als overbodig.